# Sunday Times Rich List
Sunday Times Rich List — список 1000 найбагатших людей або сімей, в Сполученому Королівстві Великої Британії та Ірландії. Список оновлюється щорічно в квітні і публікується з 1989 року в журналі як додаток до британської національної недільної газети «The Sunday Times». Редакційні рішення, за допомогою яких відбувається складання «Rich List» публікуються в газетах та Інтернеті.
Список не обмежується громадянами Великої Британії і включає в себе людей і сім'ї, які народилися за кордоном, але переважно працюють та/або проживають у Великій Британії. Це виключає деяких осіб з видатними фінансовими активами у Великій Британії.
Редактори проводять оцінку статків опрацьовуючи різні публічні джерела інформації, на основі значень січня кожного року. Як правило, вони пояснюють свої дії, заявляючи: «Ми вимірюємо ідентифіковані багатства, будь то земля, майно, скакові коні, предмети мистецтва, що мають значну цінність, чи значні акції компаній, які котируються на біржі. Ми виключаємо банківських рахунки, на що у нас немає доступу... Ми намагаємося приділяти належну увагу до зобов'язань».
Sunday Times Rich List 2011 був опублікований як додаток в Sunday Times, 8 травня 2011 року.

## Списки по роках
Sunday Times Rich List 2007

Sunday Times Rich List 2008

Sunday Times Rich List 2009

Sunday Times Rich List 2010

Sunday Times Rich List 2011